# Dužac Mali
Dužac Mali je nenaseljeni otočić u Pašmanskom kanalu, u hrvatskom dijelu Jadranskog mora.
Njegova površina iznosi 0,026 km². Dužina obalne crte iznosi 0,9 km.